# Sylvia Lehmann

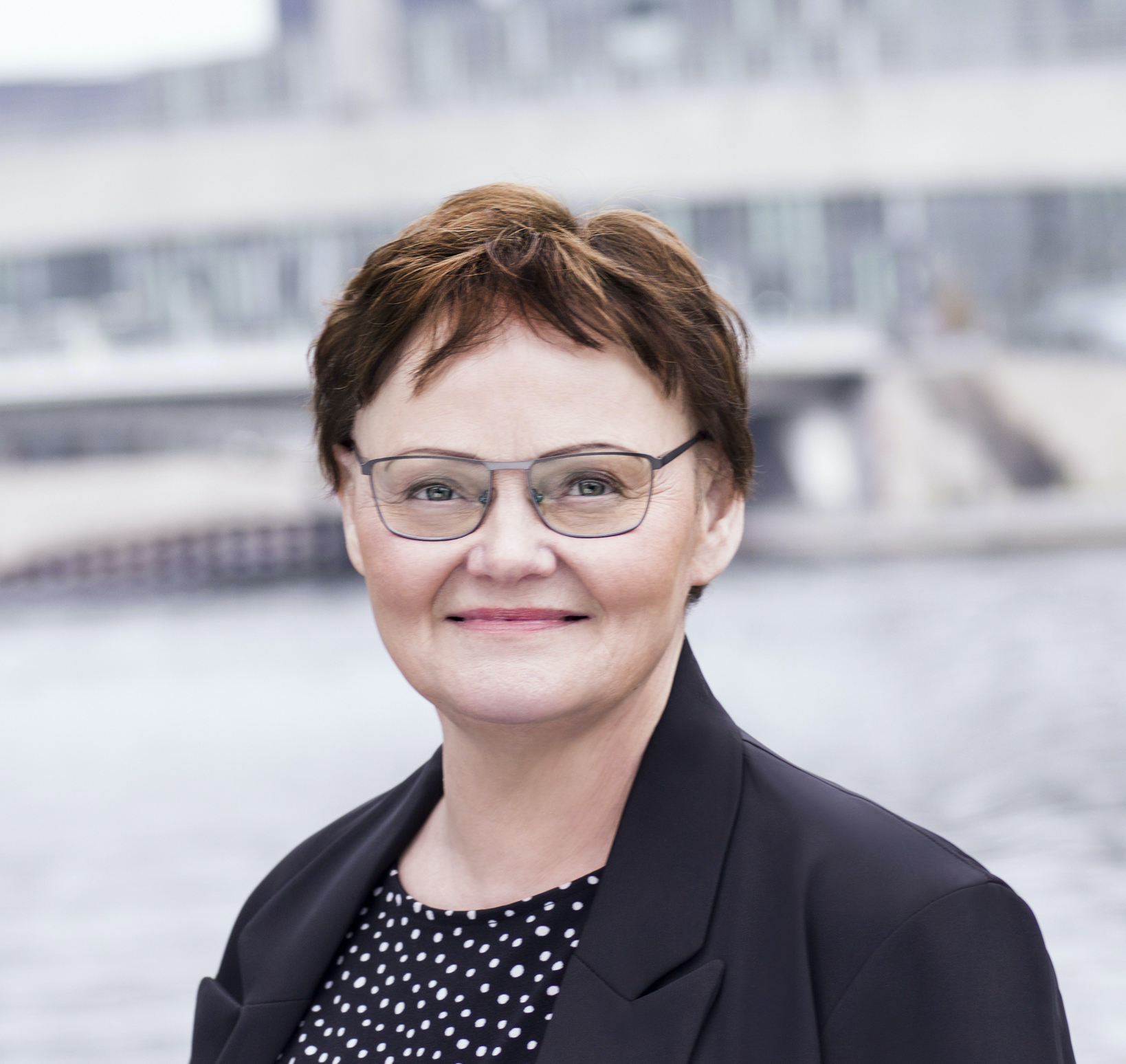
Sylvia Lehmann, 2019

Sylvia Lehmann (* 23. April 1954 in Schorbus, Kreis Cottbus-Land, DDR) ist eine deutsche Politikerin (SPD). Von 2019 bis 2025 war sie Mitglied des Deutschen Bundestages. Zuvor war sie von 2004 bis 2019 Abgeordnete im Landtag von Brandenburg.

## Leben und Beruf
Sylvia Lehmann wurde im Alter von drei Jahren adoptiert und wuchs in Dollgen (Kreis Lübben) auf. Sie machte von 1970 bis 1973 eine Berufsausbildung zur Industriekauffrau im Kreisbetrieb für Landtechnik in Groß Leuthen. Danach folgte von 1974 bis 1978 ein Studium der Ökonomie an der Fachschule in Weimar mit dem Abschluss als Ingenieurökonomin. Sie arbeitete bis 1989 in verschiedenen Bereichen der Landwirtschaft und war zuletzt Hauptbuchhalterin in der LPG (P) Groß Leine.
Nach der Wiedervereinigung arbeitete sie von 1990 bis 1993 als Finanzdezernentin im Kreis Lübben.  Sie machte von 1991 bis 1994 eine Ausbildung zur Verwaltungsfachangestellten für den höheren Dienst, die sie am Institut für Kommunal- und Verwaltungswissenschaften Nordrhein-Westfalen absolvierte. Von 1994 bis 2004 war sie dann als Dezernentin für Bildung, Kultur, Jugend, Gesundheit und Soziales im Landkreis Dahme-Spreewald.
Sylvia Lehmann ist evangelisch, verwitwet, hat zwei Kinder und lebt in Dollgen, Gemeinde Märkische Heide, Landkreis Dahme-Spreewald.

## Politisches Engagement
Sylvia Lehmann ist seit 1990 Mitglied der SPD. Bei der Landtagswahl im Oktober 2004 trat sie im Landtagswahlkreis Dahme-Spreewald III an und zog über die Landesliste ihrer Partei in den brandenburgischen Landtag ein. 2009 und 2014 gewann sie dann das Direktmandat im selben Wahlkreis. Für ihre Fraktion war Lehmann Mitglied im Ausschuss für Arbeit, Soziales, Gesundheit und Familie. Innerhalb des Parlaments war sie seit August 2006 stellvertretende SPD-Fraktionsvorsitzende. Zur Landtagswahl 2019 trat sie nicht wieder an.
Bei der Bundestagswahl 2017 trat Lehmann für die SPD im Bundestagswahlkreis Dahme-Spreewald – Teltow-Fläming III – Oberspreewald-Lausitz I an, konnte sich allerdings nicht gegen Jana Schimke von der CDU durchsetzen, und auch der Platz 5 der Landesliste der SPD Brandenburg reichte zunächst nicht für den Einzug in den Deutschen Bundestag. Nachdem Manja Schüle im November 2019 brandenburgische Ministerin für Wissenschaft, Forschung und Kultur geworden war, rückte Lehmann am 3. Dezember für sie nach. Im 19. Deutschen Bundestag war Lehmann ordentliches Mitglied im Ausschuss für Inneres und Heimat und stellvertretendes Mitglied im Ausschuss für Familie, Senioren, Frauen und Jugend.
Bei der Bundestagswahl 2021 gewann sie das Direktmandat im Bundestagswahlkreis Dahme-Spreewald – Teltow-Fläming III. Im 20. Deutschen Bundestag war Lehmann Ordentliches Mitglied im Ausschuss für Ernährung und Landwirtschaft sowie Stellvertretendes Mitglied im Familienausschuss und im Ausschuss für Umwelt, Naturschutz, nukleare Sicherheit und Verbraucherschutz.
Bei der Bundestagswahl 2025 kandidierte sie nicht erneut.
Neben der Parlamentarischen Arbeit ist sie in verschiedenen Vereinen und Verbänden aktiv. Sie ist ehrenamtliches Mitglied des Beirates der AWO-Betreuungsdienste, ehrenamtliche Präsidentin des Brandenburgischen Volkshochschulverbandes e. V und Mitglied der überparteilichen Europa-Union Deutschland, die sich für ein föderales Europa und den europäischen Einigungsprozess einsetzt.